# Aleurolobus japonicus
Aleurolobus japonicus es un hemíptero de la familia Aleyrodidae, con una subfamilia: Aleyrodinae. Fue descrita científicamente en 1954 por Takahashi.